# 朴子鎮安宮
朴子鎮安宮奉祀林府九千歲、魏蕭雷三府千歲及同祀五年千歲，位於嘉義縣朴子市竹圍里下竹圍1號。

## 簡介

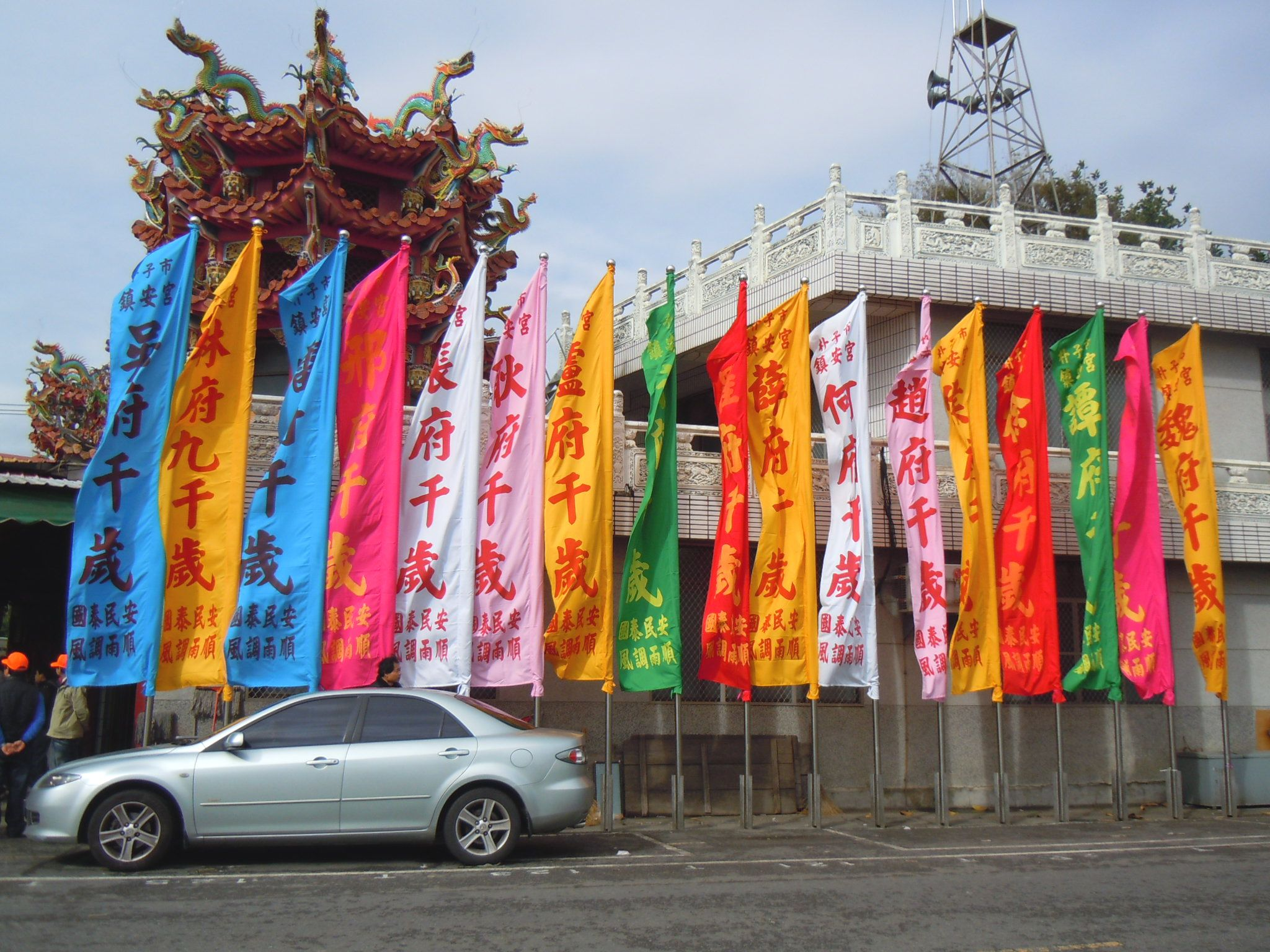
朴子鎮安宮廟景之一。

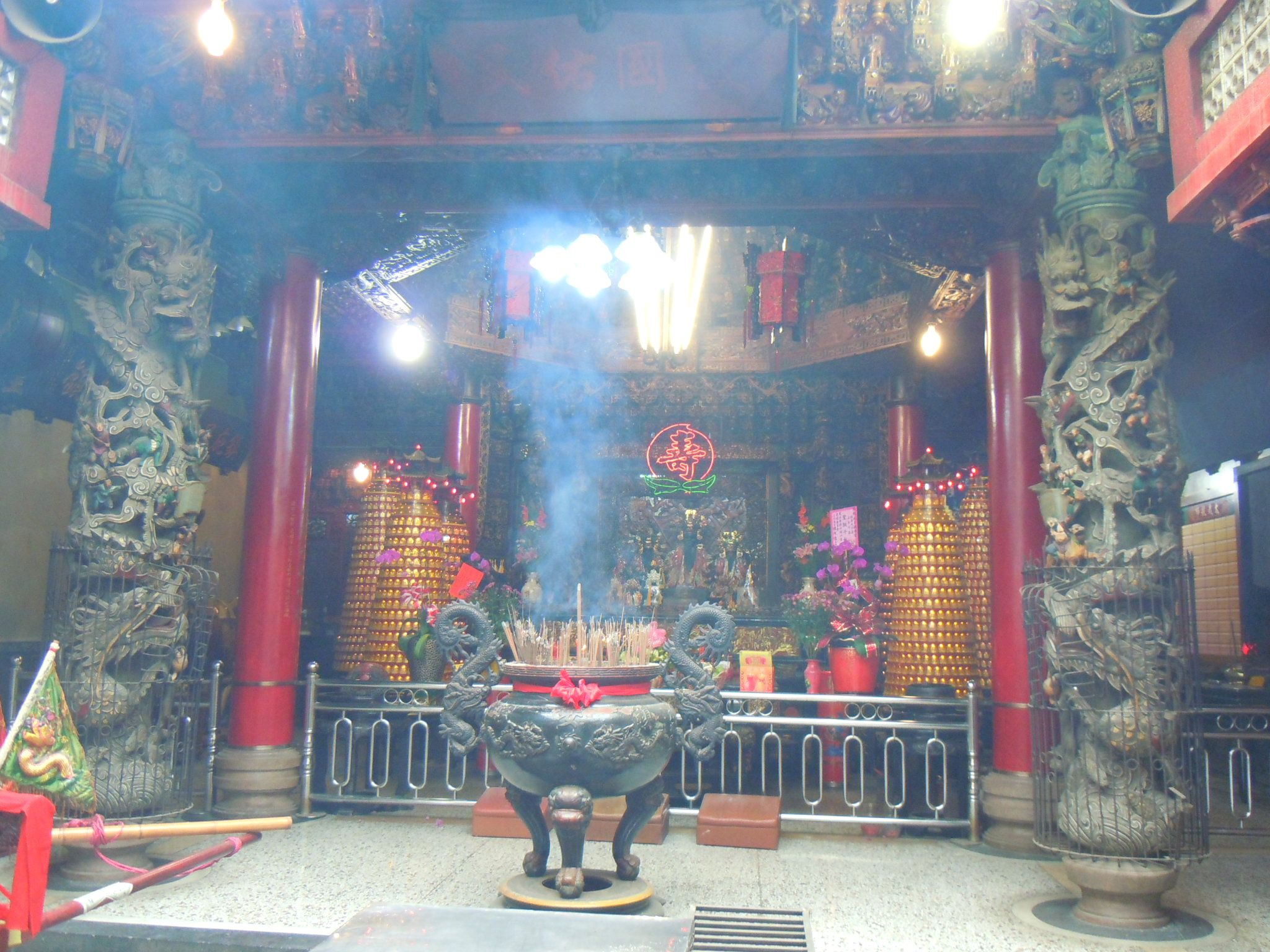
朴子鎮安宮宮廟景之一

朴子鎮安宮的五年千歲係發源自於中國大陸福建泉州富美宮，供奉 魏、蕭、雷、譚、張、侯、徐、吳、耿、薛、封、趙、何、盧、羅 等之十五尊神，配以地支，每逢五年輪值一科儀並舉行大祀典，聞於清咸豐五年乙卯孟冬，以小木舟橫渡重洋而抵田寮港，顯靈。
清光緒年間，曾修築公館一次，至民國二十年（1931年）增加規模，擴建廟宇，乃奉 五年千歲、林府九千歲 神恩浩盪，地方日漸繁榮，又茲因廟宇陳舊，年久失修，當時由地方信眾倡議，將舊廟拆除改建，並遵奉千歲指示於民國六十二年（1973年）農曆八月十二日吉時動土興建，歷時三載，各界值福田、虔誠奉獻、神人共感，才有現今巍峨燦然廟貌，因感念神威顯赫、有求必應，膜拜者絡繹不絕，聞名全臺。

## 奉祀神聖

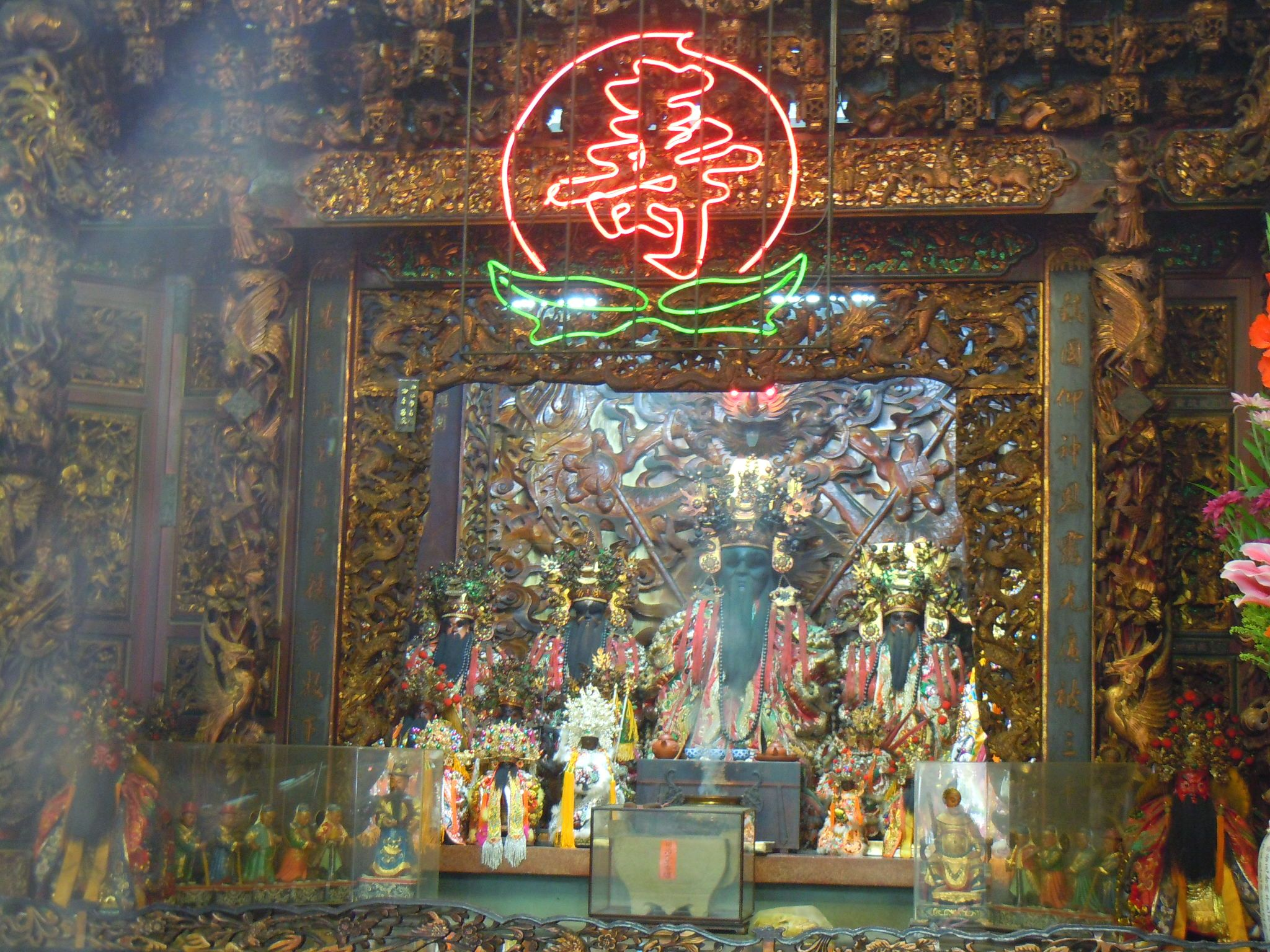
朴子鎮安宮主祀林府九千歲。

- 林府九千歲:農曆八月十五日
- 魏府千歲:農曆九月十五日
- 蕭府千歲:農曆五月十七日
- 雷府千歲:農曆三月十五日
- 羅府千歲:農曆正月十二日
- 張府千歲:農曆三月初四日
- 吳府千歲:農曆三月初三日
- 趙府千歲:農曆三月初八日
- 封府千歲:農曆五月初一日
- 侯府千歲:農曆五月初五日
- 薛府千歲:農曆五月初六日
- 耿府千歲:農曆五月初七日
- 盧府千歲:農曆五月十二日
- 徐府千歲:農曆八月初三日
- 何府千歲:農曆八月十二日
- 邢府千歲:農曆八月二三日
- 譚府千歲:農曆十二月初一日
- 陳奶夫人:農曆正月十五日
- 中壇元帥:農曆九月初九日
- 眾神尊總聖誕:農曆十月初十日
- 每五年輪值一科儀舉行遶境活動